# Istoria informaticii
Știința prelucrării informațiilor (datelor) cu ajutorul computerelor se numește informatică. Istoria informaticii începe cu mult timp înainte ca disciplina modernă a informaticii să apară în secolul al XX-lea. Progresia, de la invenții mecanice și teorii matematice până la mașini și concepte moderne, a format un domeniu major academic și baza unei industrii uriașe la nivel mondial.  
Un computer -numit în limba română și calculator, calculator electronic sau ordinator (din franceză)- este o mașină care prelucrează informații (date) pe baza unui program (o listă de instrucțiuni).

## Instrumente de calcul antice
Cel mai vechi instrument cunoscut pentru utilizarea în calcul este abacul. Se crede că a fost inventat în Babilon circa 2400 î.Hr.. Prima oară era folosit prin trasarea unor linii în nisip cu pietricele. Acesta a fost probabil primul computer și cel mai avansat sistem de calcul cunoscut din aceea perioadă- precedând metoda elenă cu 2000 ani. Abacul este o tăbliță dreptunghiulară, folosită de oameni în antichitate pentru efectuarea calculelor. Abace cu un design modern sunt încă folosite astăzi ca instrumente de calcul.

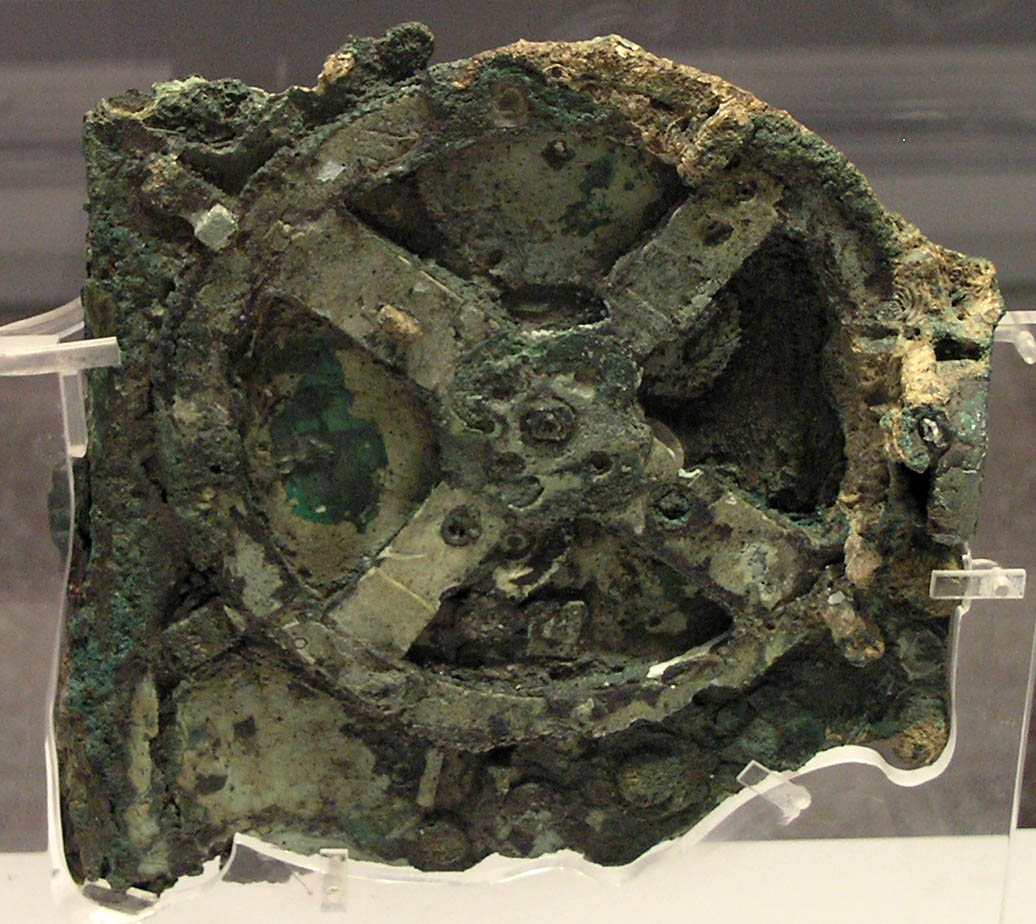
Mecanismul de la Antikythera.

Mecanismul de la Antikythera este considerat a fi cel mai vechi computer analogic mecanic cunoscut.  A fost proiectat pentru a calcula pozițiile astronomice ale astrelor. A fost descoperit în 1901 într-o epavă în largul insulei grecești Antikythera, între Kythera și Creta. A fost datat în perioada circa 100 î.Hr.. Artefacte tehnologice de complexitate similară nu au mai apărut până în secolul al XIV-lea, atunci când ceasurile mecanice astronomice au apărut în Europa.

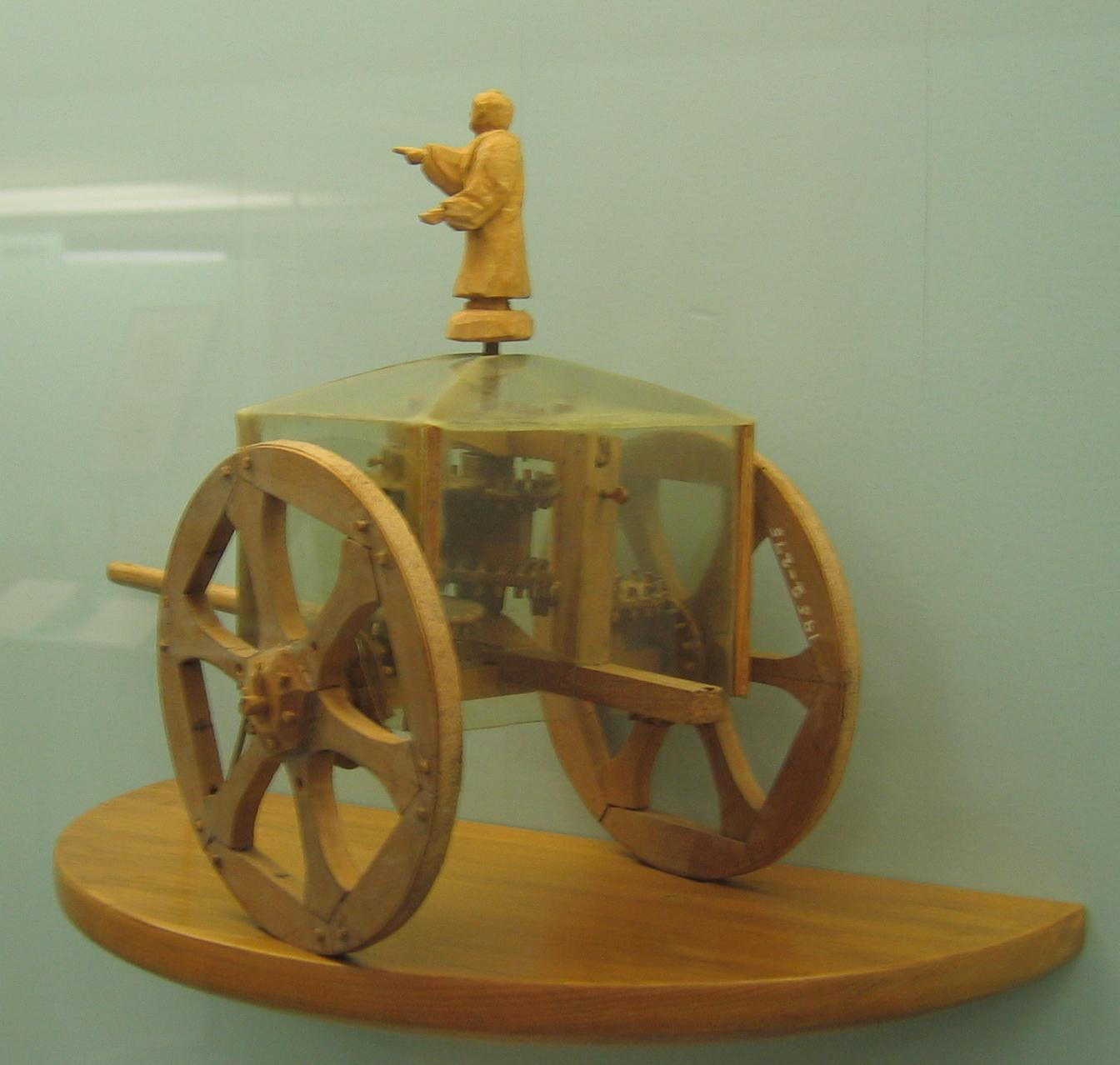
Carul îndreptat spre sud

În secolul al III-lea era noastră a apărut în China antică Carul îndreptat spre sud. Acest Car era un mic vehicul cu două roți, care a funcționat ca o busolă. Avea un indicator care întotdeauna arăta sudul, indiferent de poziția în care era pus Carul. De obicei, indicatorul era o păpușă sau o figură cu un braț întins. Se presupune că era folosit pentru navigație, dar poate avea, de asemenea, și alte scopuri. Este primul mecanism cunoscut cu roți dințate  care a fost folosit mai târziu în calculatoarele analogice. Chinezii au inventat și un abac mai sofisticat în jurul secolului al II-lea î.Hr., cunoscut sub numele de abac chinezesc.
Dispozitivele mecanice analogice de calcul au apărut din nou o mie de ani mai târziu, în lumea islamică medievală. Exemple de dispozitive din aceasta perioada includ: equatoriumul lui Arzachel (equatoriumul este un instrument astronomic de calcul a pozițiilor aștrilor) sau astrolabul lui Al-Biruni (astrolabul este un instrument astronomic istoric folosit de astronomi, navigatori, și astrologi).
Inginerii musulmani au construit o serie de automate, inclusiv unele automate muzicale, care puteau fi ’’programate’’ pentru a reda diferite modele muzicale. Aceste dispozitive au fost dezvoltate de către frații Banu Musa și de matematicienii musulmani Al-Jazari, care au făcut progrese importante în criptografie, cum ar fi dezvoltarea criptanalizei  a analizei frecvențelor de către Alkindus. (Criptografia reprezintă o ramură a matematicii care se ocupă cu securizarea informației precum și cu autentificarea și restricționarea accesului într-un sistem informatic. Criptanaliza este studiul metodelor de obținere a înțelesului informațiilor criptate, fără a avea acces la informația secretă necesară în mod normal pentru aceasta. De regulă, aceasta implică găsirea unei chei secrete. Într-un limbaj non-tehnic, aceasta este practica spargerii codurilor.)
După ce John Napier a descoperit în secolul al XVII-lea logaritmii care sunt folosiți în scopuri computaționale, a urmat o perioadă de progres considerabil în care inventatori și oameni de știință au fabricat unelte de calcul.
În 1623, Wilhelm Schickard a proiectat o mașină de calcul, dar a abandonat proiectul, deoarece clădirea în care se afla prototipul a fost distrusă de un incendiu în 1624.
În jurul anului 1640, Blaise Pascal, un cunoscut matematician francez, a construit primul dispozitiv mecanic bazate pe un design descris de matematicianul grec Heron din Alexandria. 
Apoi, în 1672, Gottfried Wilhelm Leibniz a inventat Socotitorul în trepte care a fost finalizat în 1694. Nici unul dintre aceste dispozitive timpurii de calcul nu au fost calculatoare în sensul modern al cuvântului, și a fost nevoie de un progres considerabil în matematică înainte ca primele calculatoare moderne să poată fi concepute.
În secolul al VII-lea, matematicianul indian Brahmagupta a dat prima explicație a sistemului de numerație hinduso-arab și utilizarea lui zero atât ca substituent cât și ca cifră zecimală. (Un substituent este un element care poate înlocui un alt element, cu care are proprietăți asemănătoare.)
Aproximativ în jurul anului 825, matematicianul persan Al-Khwarizmi a scris o carte, despre calculul cu cifre hinduse, care a dus la răspândirea sistemului indian de numerație în Orientul Mijlociu și apoi în Europa. În jurul secolului al XII-lea  a existat o traducere a acestei cărți scrisă în limba latină numită Algoritmi de numero Indorum. Aceste cărți prezentau concepte noi pentru efectuarea unei serii de pași  în scopul realizării unei sarcini. De aici a derivat termenul algoritm.  (Un algoritm înseamnă în matematică și informatică o metodă sau o procedură de calcul, alcătuită din pașii elementari necesari pentru rezolvarea unei probleme sau categorii de probleme. De obicei algoritmii se implementează în mod concret prin programarea adecvată a unui calculator, sau a mai multora).

## Calcul binar
În jurul secolului al III-a lea î.Hr., matematicianul indian Pingala a descoperit sistemul binar de numerație. În acest sistem, folosit și astăzi de toate computerele moderne, o secvență de unu și zero poate reprezenta orice număr.
În 1703, Gottfried Leibnitz a dezvoltat logica într-un sens matematic formal, în scrierile sale despre sistemul de numerație binar. În sistemul său, valorile unu și zero reprezintă valorile adevărat și fals (true și  false) sau pornit/oprit (on/off). Dar a fost nevoie de mai bine de un secol pentru ca George Boole să publice algebra booleană în 1854 cu un sistem complet care permite proceselor de calcul   să fie modelate matematic. (Algebra booleană este o algebră formată din: elementele {0,1}; două operații binare numite SAU și SI, notate simbolic cu + sau Ú și × sau U; și o operație unară numită NU (negație), notată simbolic 0 sau O.
În această perioadă, au fost inventate primele dispozitive mecanice pe baza unui model binar. Revoluția industrială a dus la evoluția mecanizării a numeroase sarcini, printre care și țesutul. Cu ajutorul cartelelor perforate funcționa războiul de țesut al lui Joseph Marie Jacquard în 1801, unde o gaură în cartelă reprezenta binarul unu iar lipsa găurii binarul zero. Războiul lui Jacquard era departe de a fi un computer, dar a demonstrat că mașinile pot funcționa pe baza sistemelor binare.
Dezvoltând o idee anterioară a lui Jacques de Vaucanson, Jacquard își dotează războiul de țesut cu un ingenios mecanism care selecta diferențiat firele de urzeală după un "program" înscris pe plăcuțe perforate (inventatorul cartelelor perforate fiind Basile Bouchon). Cartela perforată este o bucată de hârtie rigidă care conține informații digitale reprezentate de prezența sau absența  de găuri în poziții predefinite.
În perioada 1833-1835, Charles Babbage a inventat „mașina analitică”, care se baza direct pe cartelele perforate pentru programare ale lui Joseph Marie Jacquard. Această mașină era alimentată de un motor cu aburi. Babbage nu a reușit să o construiască până la moartea sa, din cauza limitărilor tehnologice ale vremii. Cu toate acestea, o mașină construită în 1991 după schițele sale s-a dovedit a funcționa perfect.
O invenție importantă au reprezentat-o roțile dințate, ca înlocuitor al mărgelelor de la abac.

## Mașina Turing
Alan Turing a descris în 1936 un model matematic care astăzi îi poartă numele și care rezumă funcționarea unei mașini de calcul programabile (Mașina Turing).
Până în secolul trecut, calculatoarele mecanice, mașinile contabile și casele de marcat erau reproiectate în sensul utilizării motoarelor electrice, poziția roților dințate reprezentând starea unei variabile. Din anii 1930, mai multe companii (de exemplu Friden, Marchant Calculator și Monroe) au realizat calculatoare mecanice de birou capabile să efectueze adunări, scăderi, înmulțiri și împărțiri. În 1948 a apărut Curta, un mic calculator mecanic, portabil.

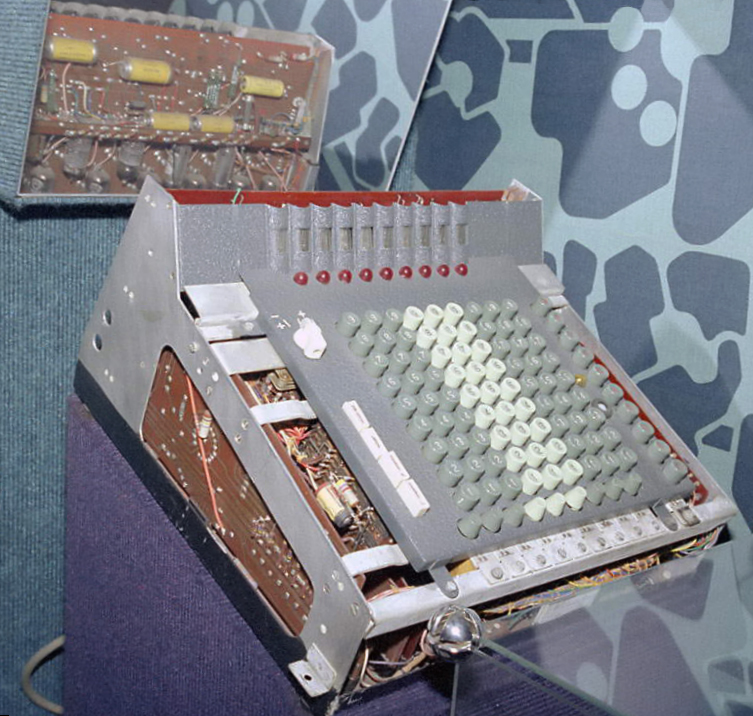
prototipul ANITA din 1958 (calculator electronic)

Primul calculator de birou electronic a fost calculatorul britanic ANITA Mk.VII (1958), care folosea pentru afișaj tuburi Nixie și 177 de tiratroane miniaturizate (tiratronul este un tub electronic cu trei electrozi). În 1963, Friden a introdus mașina EC-130 cu patru funcții care costa 2200 de dolari și era proiectată numai pe baza tranzistoarelor. EC-130  avea o capacitate de 13 digiți și un afișaj pe un tub catodic de 130 mm. În 1965, Laboratoarele Wang au produs LOCI-2, un calculator de birou care avea o capacitate de 10 digiți și utiliza un afișaj cu tuburi Nixi. LOCI-2 putea calcula și logaritmi.
Calculatorul digital a apărut datorită dezvoltării în perioada dinainte de și după cel de-al doilea război mondial, când componentele electronice (la acea vreme, relee, rezistoare, condensatoare, bobine, și tuburi electronice) au înlocuit echivalentele lor mecanice. Prin urmare calculul digital a înlocuit calculul analogic. În perioada celui de-al doilea război mondial, au existat trei direcții paralele de dezvoltare a tehnologiei calculatoarelor: 1. Z3 (Zuse), 2. calculatorul Atanasoff–Berry și 3. calculatoarele Colossus și ENIAC, acestea au fost construite manual cu ajutorul circuitelor ce conțineau relee sau tuburi electronice, și adesea foloseau cartelele sau benzile perforate ca dispozitiv de intrare și ca mediu de stocare.
Aceste mașini nu semănau cu calculatoarele moderne numerice. Niciun moment nu este considerat unanim a fi momentul nașterii calculatoarelor numerice. Pentru ca o mașină de calcul să fie (considerată) un calculator universal, trebuie să existe un mecanism convenabil de citire-scriere, cum ar fi banda perforată.
Pe baza modelului teoretic al mașinii universale de calcul a lui Alan Turing, John von Neumann a definit o arhitectură ce utilizează aceeași memorie atât pentru stocarea programelor cât și a datelor: practic toate calculatoarele moderne utilizează această arhitectură (vulnerabilă la viruși).

## Primul calculator electronic
În 1943 –1945 ENIAC (Electronic Numerical Integrator And Computer) a fost construit în Statele Unite, el a fost primul calculator electronic generic care efectua pe secundă 5000 de operații de adunare și scădere, fiind de o mie de ori mai rapid decât alte mașini care efectuau aceste operații. Era un calculator numeric Turing-complet, capabil de a fi reprogramat pentru a rezolva o gamă largă de probleme de calcul. Mașina cântărea 30 de tone și avea peste 18.000 de tuburi. Una dintre marile realizări inginerești ale mașinii era minimizarea arderii tuburilor, problemă comună la acea vreme. Mașina a fost utilizată aproape permanent de-a lungul următorilor zece ani.

## Prima generație de calculatoare (cu program stocat)
Primul calculator numeric cu program stocat (considerate Mașini von Neumann din prima generație) poate fi considerat EDVAC (a fost proiectat dar care nu a funcționat)  sau „Baby” sau Small-Scale Experimental Machine (care a și funcționat, 1948).
În iunie 1951, UNIVAC I (Universal Automatic Computer) a fost primul calculator vândut unei instituții oficiale (Biroul de Recensăminte al Statelor Unite).

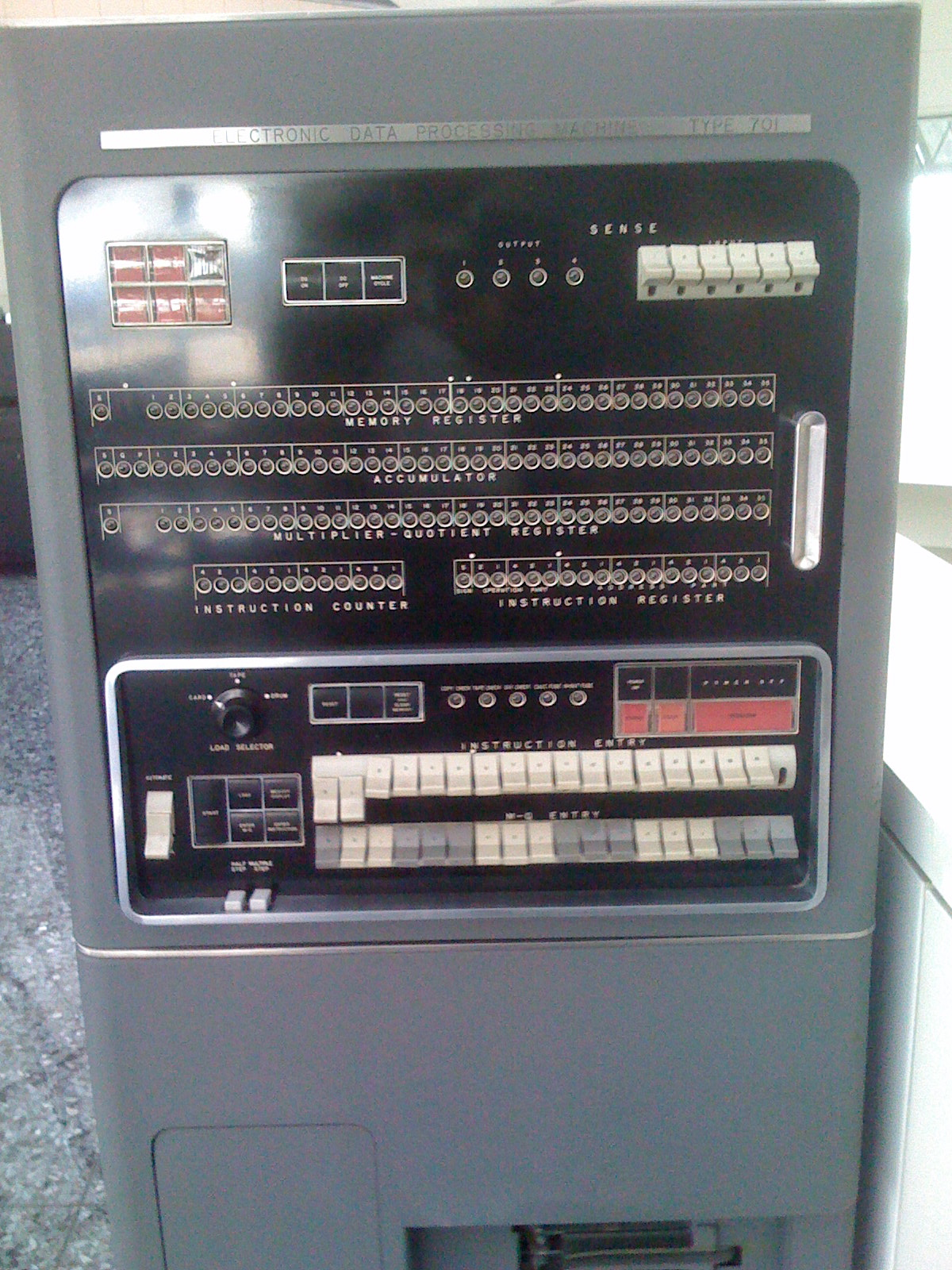
Consola IBM 701

În 1952, IBM a anunțat public mașina electronică de prelucrare a datelor IBM 701 și primul calculator IBM mainframe.
Primul limbaj de programare generic de nivel înalt care a fost implementat vreodată, Fortran, era dezvoltat și la IBM pentru 704 în 1955–1956 și a fost lansat la începutul lui 1957. IBM a fabricat în 1954 un calculator mai mic și mai ieftin care s-a dovedit foarte popular, IBM 650, care cântărea peste 900 kg.

## A doua generație de calculatoare (cu tranzistoare)
A doua generație: calculatoarele cu tranzistoare au început să fie produse după 1953. Tranzistoarele au fost inventate în 1947 și au înlocuit tuburile electronice. Primul computer cu tranzistoare a apărut la Universitatea din Manchester.

## A treia și a patra generație de calculatoare (cu circuite integrate)
A treia și a patra generație de calculatoare  se bazează pe invenția circuitului integrat de către Jack St. Clair Kilby  (și Robert Noyce). Circuitul integrat a dus la inventarea microprocesorului,  de către Ted Hoff, Federico Faggin și Stanley Mazor de la Intel.
Potrivit TOP500 din noiembrie 2010, cel mai puternic computer din lume este calculatorul chinezesc Tianhe-I (sau TH1) cu o viteză de 2,566 petaFLOPS adică 2,566x1015 operații pe secundă.
Astăzi computerele nu sunt doar mașini de prelucrat informații, ci și dispozitive care facilitează comunicarea respectivelor informații între doi sau mai mulți utilizatori, de exemplu sub formă de numere, text, imagini, sunet sau video.
În principiu, orice computer care deține un anumit set minimum de funcții (altfel spus, care poate emula o mașină Turing) poate îndeplini funcțiile oricărui alt asemenea computer, indiferent că este vorba de un Personal Digital Assistant sau PDA sau de un supercomputer (vezi și teza Church-Turing). Această versatilitate a condus la folosirea computerelor cu arhitecturi asemănătoare pentru cele mai diverse activități, de la calculul salarizării personalului unei companii până la controlul roboților industriali sau medicali (calculatoare universale).